# Heisteria coccinea
Heisteria coccinea là một loài thực vật có hoa trong họ Olacaceae. Loài này được Jacq. mô tả khoa học đầu tiên năm 1760.